# Медаль «За доблесть» (Азербайджан)
Медаль «За доблесть»(азерб. "Şücaətə görə" medalı) —  медаль Азербайджанской Республики, учреждённая 14 октября 2016 года.

## История и положения
В 2016 году на пленарном заседании Милли Меджлиса Азербайджана был вынесен на обсуждение законопроект о внесении поправок в закон «Об учреждении орденов и медалей Азербайджанской Республики». Медаль «За доблесть» была одобрена Законом Республики Азербайджан от 14 октября 2016 года.
Медалью награждаются лица, проявившие мужество и отвагу при выполнении воинского долга при защите отечества и другие лица, выполняющие служебный долг.

## Описание
Медаль «За доблесть» Республики Азербайджан выполнена из бронзы с покрытием золотом, имеет круглую пластину диаметром 36 мм и толщиной 3 мм.
На лицевой стороне медали изображена восьмиконечная звезда с центральным изображением пламени. В верхней части восьмиконечной звезды по контуру выгравированы слова «ŞÜCAƏTƏ GÖRƏ» (За доблесть). В нижней центральной части лицевой стороны медали изображено венок из лавровых листьев, идущих вдоль края. В нижней части восьмиконечной звезды изображены лучи солнца, направленные от нижней части вверх к верхней части медали. На верхнюю часть восьмиконечной звезды нарисовано голубое минное поле. Все надписи и элементы являются выпуклыми.
На оборотной стороне медали в центре выгравированы слова "AZƏRBAYCAN RESPUBLİKASININ „ŞÜCAƏTƏ GÖRƏ“ MEDALI" (Медаль «За доблесть» Республики Азербайджан). В нижней части задней стороны медали указан номер медали.
Для крепления медали к воротнику одежды предусмотрен элемент в виде пятиугольной пластины размером 37 мм x 50 мм, соединенной с кольцом и карабином. На поверхности элемента в центре на ширине 15 мм изображены горизонтальные ленты с изображением белого и голубого полей шириной 1 мм. Для крепления медали к одежде добавлен элемент в виде узкой пластины размером 37 мм x 10 мм, крепящейся к той же ленте.

## Способ ношения
Медаль «За доблесть» Республики Азербайджан размещается слева от других орденов и медалей Республики Азербайджан, после медали «За отличие в военной службе».